# Bethlehem (condado de Harrison)
Bethlehem es un área no incorporada ubicada dentro del Distrito Norte, una división civil menor del condado de Harrison (Virginia Occidental), Estados Unidos. Está catalogada como un asentamiento humano por la Junta de Nombres Geográficos de los Estados Unidos.
El número de identificación (ID) asignado por el Servicio Geológico de Estados Unidos es 1535727.

## Geografía
Se encuentra a una altitud de 297 m s. n. m. (974 pies) según el conjunto de datos de elevación nacional.